# 贾文懿
贾文懿（1931年—），男，湖北宜城人，中国放射性地质学家，曾任成都地质学院教授、博士生导师。